# ميتسوؤو إيواتا
ميتسوؤو إيواتا (岩田光央 إيواتا ميتسوؤو) هو ممثل ياباني ولد في 31 يوليو 1967 في توكوروزاوا، سايتاما.

## أدواره في الأنمي

### مسلسلات أنمي تلفزيونية
- جنود السايبورغ - رقم 8
- دي جرايمان - أريستار كروري الثالث
- إينيشال دي - إيتسوكي تاكيوتشي
- إينيشال دي Second Stage - إيتسوكي تاكيوتشي
- إينيشال دي Fourth Stage - إيتسوكي تاكيوتشي
- إينيشال دي Fifth Stage - إيتسوكي تاكيوتشي
- إينوياشا - سوزاكو
- هيكارو نو غو - أتسوشي كوراتا
- ترانسفورمرز إينرجون - آيرونهايد
- شاكوغان نو شانا - ماركوشياس
- شاكوغان نو شانا II - ماركوشياس
- شاكوغان نو شانا III(فاينل) - ماركوشياس
- حفيد نوراريهيون - أونغايكيو
- ون بيس - إمبوريو إيفانكوف (الصوت الثاني)
- أختي لا يمكن لها أن تكون بهذه الظرافة - كوميتو-كن (ساحرة شظايا النجوم ميرورو)
- أختي لا يمكن لها أن تكون بهذه الظرافة. - كوميتو-كن (ساحرة شظايا النجوم ميرورو)
- الأرجوحة الطائرة - يوشيو إيوامورا
- كيل لا كيل - تاكاهارو فوكورودا
- سأتحول إلى فتاة تسريحة الذيلين! - آولغيلدي
- وورلد تريغر - إيسامي توما
- أنا ساكاموتو - فوكاسي
- رحلة كينو (2017) - والد الفتاة
- داي الشجاع (2020) - رابيرا

### أنمي الإنترنت
- نينجا سلاير فروم أنيميشن - بانك نينجا

### أوفا أنمي
- شاكوغان نو شانا S - ماركوشياس

### أفلام أنمي
- أكيرا - شوتارو كانيدا
- فيلم شاكوغان نو شانا - ماركوشياس
- ديد ليفز - 666
- إينيشال دي Third Stage - إيتسوكي تاكيوتشي
- بابريكا - ياسوشي تسومورا

## أدواره في ألعاب الفيديو
- سلسلة كينغدوم هارتس
  - كينغدوم هارتس - بيتر بان
  - كينغدوم هارتس تشين أوف ميموريز - بيتر بان
- تيلز أوف فيسبيريا - ييغر
- ون بيس: بايريت واريورز - إمبوريو إيفانكوف
- ون بيس: بيرنينغ بلاد - إمبوريو إيفانكوف

## أدواره في الدبلجة اليابانية
- ترانسفورمرز أنيميتد - ريك-غار
- أبطال خارقون - صديق

## وصلات خارجية
- ميتسوؤو إيواتا على موقع IMDb (الإنجليزية)
- ميتسوؤو إيواتا على موقع ألو سيني (الفرنسية)
- ميتسوؤو إيواتا على موقع ميوزك برينز (الإنجليزية)
- ميتسوؤو إيواتا على موقع ديسكوغز (الإنجليزية)
- ميتسوؤو إيواتا على موقع قاعدة بيانات الفيلم (الإنجليزية)
- ميتسوؤو إيواتا على موقع كينوبويسك (الروسية)
- ميتسوؤو إيواتا على موقع ANN person (الإنجليزية)